# Тогонидзе, Манана Георгиевна
Манана Георгиевна Тогонидзе (род. 29 мая 1937) — советская шахматистка, мастер спорта СССР (1960) среди женщин. По профессии — инженер-геолог.
Выступала за тбилисский «Спартак». Выдвинулась во всесоюзных юношеских соревнованиях. Чемпионка Грузинской ССР (1958). Участница XVI и XVIII—XXI первенств СССР (лучшие результаты: XVI — 7—9, XXI — 5). 
Успешно выступала в международных турнирах в Тбилиси (1960) — 3, Тбилиси—Батуми (1961) (6—7) и Тбилиси—Сухуми (1962) — 4, а также в матчах Грузинская ССР — Румыния.

## Спортивные достижения
| Год  | Город          | Турнир                                                | + | − | = | Результат | Место |
| ---- | -------------- | ----------------------------------------------------- | - | - | - | --------- | ----- |
| 1956 | Днепропетровск | 16-й чемпионат СССР                                   |   |   |   | 8½ из 17  | 7—9   |
| 1958 | Вильнюс        | 5-е первенство СССР между командами союзных республик |   |   |   | из        |       |
|      | Харьков        | 18-й чемпионат СССР                                   |   |   |   | 9 из 20   | 14—16 |
| 1959 | Липецк         | 19-й чемпионат СССР                                   |   |   |   | 9 из 18   | 10—11 |
| 1960 | Москва         | 7-е первенство СССР между командами союзных республик |   |   |   | из        |       |
|      | Рига           | 20-й чемпионат СССР                                   |   |   |   | 9 из 18   | 9—11  |
| 1962 | Ереван         | 21-й чемпионат СССР                                   |   |   |   | 12 из 19  | 5     |